# Anastasio Bustamante
assinatura
Anastasio Bustamante y Oseguera (Jiquilpan de Juárez, Michoacán, 1780 - San Miguel de Allende, Guanajuato, 1853) político conservador, foi presidente do México em 1830-1832 e em 1837-1842. Foi vice-presidente durante o mandato de Vicente Guerrero, tendo chegado à presidência através de um golpe contra este último, com o apoio de Antonio López de Santa Anna. Governou de forma ditatorial, suprimindo a imprensa, detendo, exilando e executando vários políticos liberais. Principal responsável pela morte de Vicente Guerrero em 1831. Deposto duas vezes e em ambas exilado na Europa. Mais tarde ocuparia o cargo de senador.